# Erythrodiplax longitudinalis
Erythrodiplax longitudinalis ist eine schlanke, kleine Libellenart aus der Unterfamilie Sympetrinae. Sie kommt vom venezolanischen Bundesstaat Carabobo südlich entlang der Grenze Venezuelas mit Kolumbien vor. Das Weibchen ist bisher unbeschrieben. Friedrich Ris beschrieb die Art erstmals im Jahre 1919 und war sich seinerzeit sicher, dass die Art eher in die Gattung Anatya gehöre. Trotzdem merkte er bereits bei der Erstbeschreibung die Ähnlichkeit mit anderen Erythrodiplax-Arten an.

## Merkmale
Erythrodiplax longitudinalis ist eine schwarze Art, deren Männchen Abdomenlängen um die 18 Millimeter Länge erreichen. Das männliche Abdomen ist wie der Thorax und die Beine schwarz, wobei beide eine gelbliche Zeichnung aufweisen. Das Gesicht ist ebenso wie die Unterlippe, die Oberlippe und die Stirn weißlich. Der Stirnbasisfleck und die Scheitelblase sind blaugrün metallisch.
Die durchsichtigen Hinterflügel der Männchen sind 22 Millimeter lang. Distal sind beide Flügelpaare leicht bräunlich getönt. Das Pterostigma misst um 2,2 Millimeter.

## Ähnliche Arten
Die Art ähnelt insbesondere Erythrodiplax angustipennis und Erythrodiplax anatoidea. Eine sichere Unterscheidung kann über die Struktur des zweiten Genitalsegments der Männchen unternommen werden. Auch fehlt Erythrodiplax anatoidea der gelbe Lateralstreifen auf dem Thorax, wie er bei Erythrodiplax longitudinalis vorkommt. Gegenüber Erythrodiplax angustipennis hilft, dass die Hinterleibsanhänge gelb und nicht weiß sind.

Verbreitungsgebiete der Arten Erythrodiplax anatoidea (grün), Erythrodiplax angustipennis (gelb) und Erythrodiplax longitudinalis (rot), alle Teile der Longitudinalis-Gruppe

## Belege
1. 1 2 3  Donald Joyce Borror: A Revision of the Libelluline Genus Erythrodiplax (Odonata), The Ohio State University, Columbus, 1942
2. 1 2  Friedrich Ris: Libellulinen. In: Selys-Longchamps, Edmond de, baron, 1813-1900. Collections zoologiques; catalogue systematique et descriptif. 3. Jahrgang, 1913, S. 1140–1141 (biodiversitylibrary.org [PDF; abgerufen am 29. Mai 2009]).